# Luigi Baldan
Luigi Baldan (Dolo, 5 settembre 1917 – Mirano, 3 febbraio 2017) è stato un militare e operaio italiano. Ex internato militare italiano nei lager nazisti e testimone della Shoah.

## Biografia

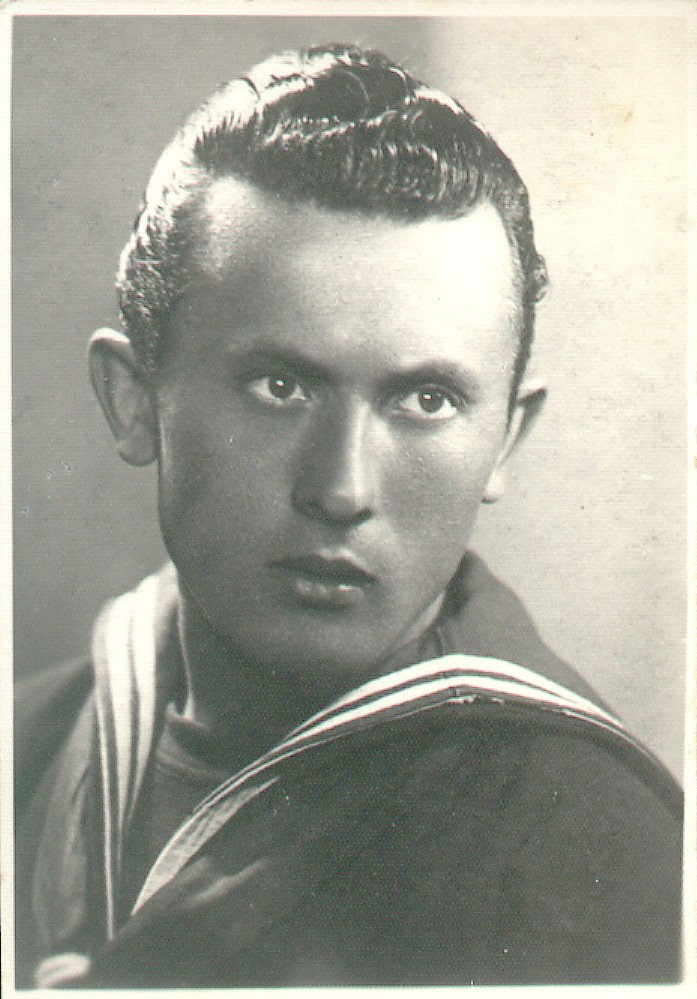
Luigi Baldan - 1941

### Servizio militare e detenzione nei lager nazisti

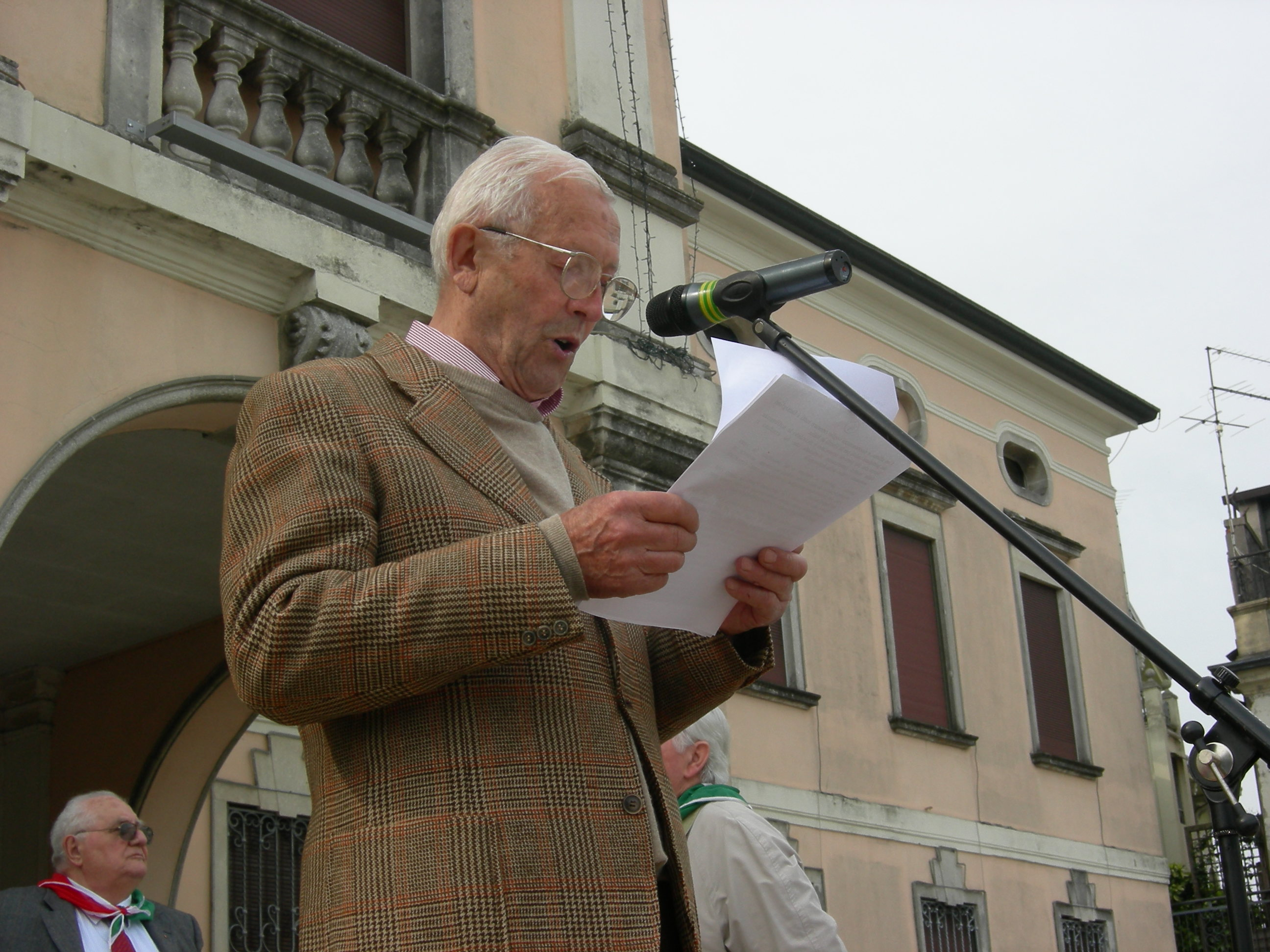
Luigi Baldan - Mira (VE), 25 aprile 2008

Caposquadra manutenzioni presso l'industria Vetrocoke di Venezia Marghera, è stato motorista navale nella Regia Marina, durante la Seconda Guerra Mondiale, imbarcato sulla Regia Nave "Titano" (nave appoggio sommergibili e palombari) poi presso la Iª Flottiglia MAS di La Spezia.
Successivamente, in servizio nelle officine meccaniche della Regia Marina Militare nel porto di Sebenico in Dalmazia (ora Sibenik in Croazia), subito dopo lo sbandamento seguito dall’annuncio dell'armistizio dell'8 settembre 1943, analogamente ai circa settecentomila militari italiani dispersi nei vari fronti di guerra, viene catturato dai tedeschi. Dopo un estenuante e disumano viaggio nei carri bestiame, viene così internato prima a Bad Orb e poi a Francoforte sul Meno, in Germania, e infine a Sackisch Kudowa, in Polonia.
Come la maggioranza di tutti gli internati militari italiani, nonostante la fame, le privazioni, le umiliazioni, le sofferenze e il massacrante lavoro nelle fabbriche belliche, respinge le continue proposte di aderire al nazifascismo. La sua è un’audace lotta quotidiana per sopravvivere, con tutti gli espedienti possibili, sabotando anche la produzione bellica tedesca e creando nei lager una rete clandestina di informazioni e amicizie tra i prigionieri di varie nazionalità.
In questa drammatica situazione riesce a far rivivere la solidarietà e l’amore verso chi soffre più di lui: rischiando la propria vita, aiuta e sfama, con le poche risorse alimentari trovate e il vestiario, le ragazze ebree del campo di lavoro di Sackisch Kudowa in Polonia.

### La testimonianza dei lager nazisti
Ritorna in Italia nel 1945, dopo quasi due anni passati nei lager nazisti, consapevole che il suo rifiuto a collaborare con il nazifascismo e la sua personale lotta di "Resistenza senza armi" nei lager nazisti, hanno contribuito a portare la libertà e la democrazia in Italia.
Nel dopoguerra, nel 1951, inizia a scrivere il manoscritto, raccolta di memorie, Lotta per sopravvivere. La mia Resistenza non armata contro il nazifascismo, relativo al periodo passato nei lager nazisti. Viene successivamente stampato a Venezia, dalla casa Editrice Cafoscarina, nel 2007, corredato da indicazioni e riferimenti storici a cura del figlio Sandro. Il libro, per la sua storia di solidarietà verso la popolazione ebraica nel campo nazista di Sackisch Kudowa in Polonia, tradotto parte in inglese, è depositato presso lo Yad Vashem di Gerusalemme, in Israele, nello United States Holocaust Memorial Museum di Washington negli Stati Uniti e nel Museo del lager di Gross-Rosen, a Rogoźnica, in Polonia. È stato tradotto inoltre, in ceco, per le sue vicende storiche che lo hanno visto presente durante la Liberazione nella cittadina di Dvur Kralove, attualmente nella Repubblica Ceca. Nel 2016 il libro è stato tradotto in francese da Ginette Mabille, figlia di Lodzia Kohn, una ex internata ebrea nel campo nazista di Sackisch Kudowa in Polonia, pubblicato nel 2021 con il titolo "Lutter pour survivre. Ma Résistance non armée contre le Nazisme". Il testo in francese riporta in appendice, a cura di Sandro Baldan, la descrizione storica del campo di lavoro di Sackisch Kudowa e a cura di Ginette Mabille la storia della madre Lodzia Kohn.
Luigi Baldan ha pubblicato numerosi articoli nei quotidiani locali veneziani, per sensibilizzare la pubblica opinione, in merito alle vicende storiche degli ex internati militari italiani. Ha raccontato la sua storia nelle scuole ed in alcuni incontri pubblici. Nel 2010 la sua esperienza da prigioniero è stata oggetto di una tesi di Laurea in Storia presso l'Università Cà Foscari di Venezia, a cura del dott. Marco Chiarelli.
In varie pubblicazioni storiche ceche e polacche è stata narrata la storia di Luigi Baldan. 
È vissuto a Mirano, dove ha continuato la sua opera di testimonianza delle vicende nei lager nazisti, fino alla sua morte nel 3 febbraio 2017, qualche mese prima di compiere 100 anni.

## Memoria

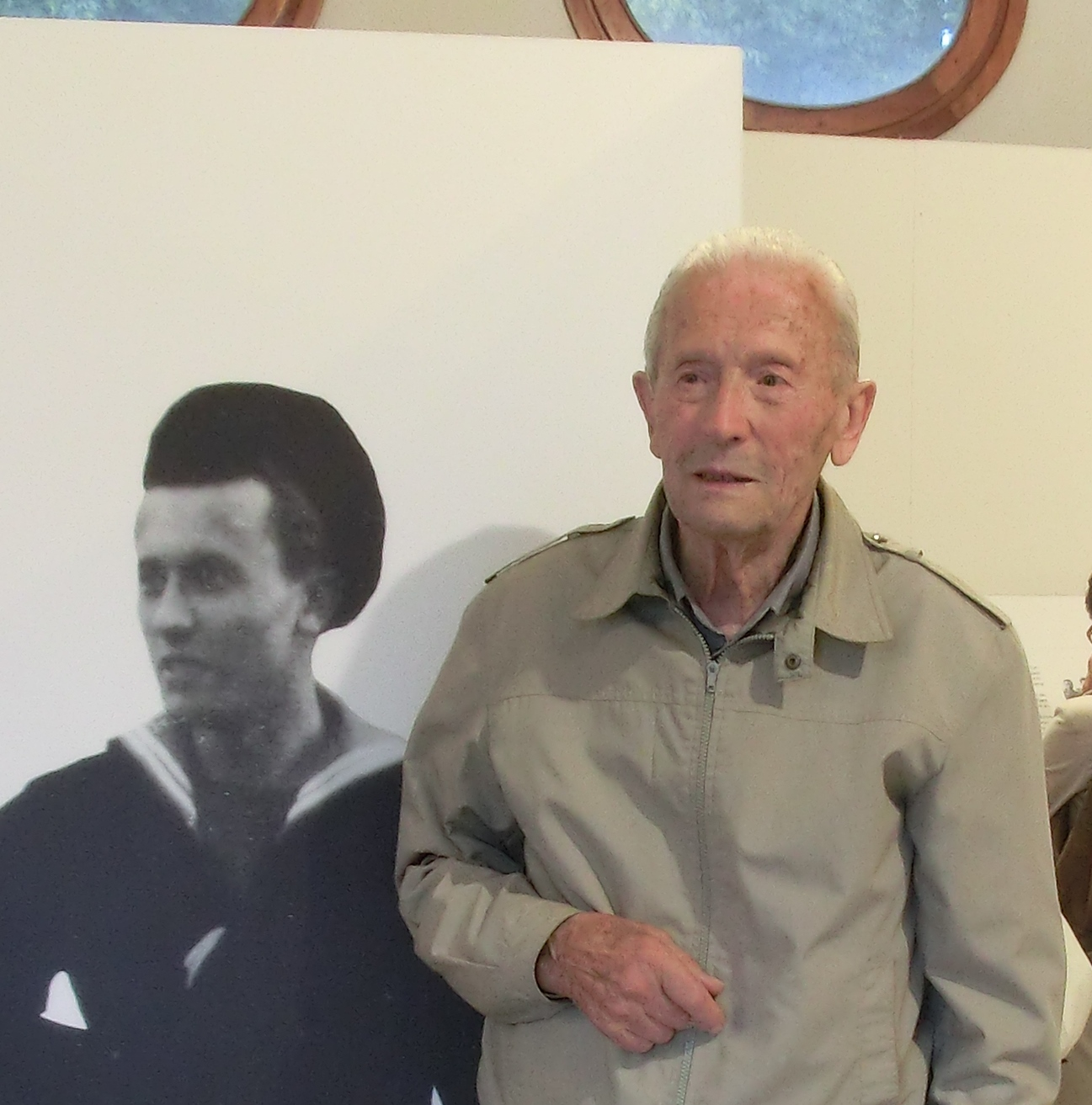
Luigi Baldan nel 2014

La testimonianza orale di Luigi Baldan, in lingua italiana con sottotitoli in inglese, effettuata nel giugno 2007, è archiviata dal 2023 e consultabile dagli storici presso lo United States Holocaust Memorial Museum di Washington.
Il 26 maggio 2023 a Kudowa Zdroj, nei pressi della chiesa di Santa Caterina, è stato posizionato un pannello informativo, in lingua polacca, che racconta la storia del campo nazista di Sackisch Kudowa. Nel pannello realizzato dagli studenti di una scuola locale, oltre a illustrare la storia delle ragazze ebree prigioniere nel campo di lavoro, viene citata la storia dell'internato militare italiano Luigi Baldan, che rischiò la sua vita per aiutarle.  

## Opere
- Lotta per sopravvivere. La mia Resistenza non armata contro il nazifascismo, Editrice Cafoscarina, 2007, ISBN 9788875431518, OCLC 145723672.
- Lutter pour survivre. Ma Résistance non armée contre le Nazisme. Mémoires d'un soldat italien interné dans les camps nazis, Cierre Edizioni, 2021, ISBN 9788855200776.